# Dalmannia blaisdelli
Dalmannia blaisdelli är en tvåvingeart som beskrevs av Cresson 1919. Dalmannia blaisdelli ingår i släktet Dalmannia och familjen stekelflugor. Inga underarter finns listade i Catalogue of Life.